# Осенние колокола
«Осенние колокола» — советский музыкальный фильм-сказка 1978 года режиссёра Владимира Гориккера.
Картина снята по мотивам произведения Александра Сергеевича Пушкина «Сказка о мёртвой царевне и о семи богатырях».
В «Осенних колоколах» звучит музыка Модеста Мусоргского, В. Калинникова, Александра Глазунова,  Анатолия Лядова, Дмитрия Шостаковича, Георгия Свиридова, Родиона Щедрина, Алексея Муравлева, Бориса Тищенко, Виктора Купревича.

## Сюжет
Это красивая сказка о любви и чудесах, о необычайных грустных и радостных событиях, которые произошли в некотором дальнем сказочном царстве. Пока, по сюжету фильма-сказки, царь-батюшка путешествовал по дальним странам, оставив дома царицу, ожидающую дитя, она родила ему дочку-царевну. Но вскоре царицы не стало, царь женился на злой и коварной женщине, и мачеха со временем задумала извести падчерицу — уж слишком хороша выросла девочка, рядом с такой любая красотка дурнушкой покажется...

## В ролях

### В главных ролях
- Любовь Чиркова-Черняева (в титрах — Чиркова) — царевна
- Владимир Вихров — королевич Елисей
- Людмила Дребнёва — царица-мачеха
- Наталья Сайко — Чернавка
- Ирина Алфёрова — царица
- Александр Кириллов[1] — царь
- Георгий Мартиросьян (в титрах — Мартиросян) — богатырь
- Валерий Черняев — богатырь
- Александр Андрусенко — богатырь
- Виктор Незнанов — богатырь
- Леонид Трутнев — богатырь
- Алексей Ивашов — богатырь
- Серёжа Бардыгин —  богатырь

### В эпизодах
- Иннокентий Смоктуновский — читает стихи за кадром

## Съемочная группа
- Сценарий — Александр Володин
- Оператор — Лев Рагозин
- Художники-постановщики — А. Попов, А. Кочуров
- Звукооператор — А. Избуцкий
- Музыкальное оформление — А. Коган
- Режиссёр — Н. Соломина
- Монтаж — Л. Пушкина
- Художники
  - Костюмы — Л. Чекулаева
  - Грим — К. Пустовалова, М. Бабаева
- Редактор — Т. Протопопова
- Ассистенты:
  - режиссёра — К. Кушнарева, А. Колосов
  - оператора — И. Гебешт
  - мастер света — Р. Аванесов
- Комбинированные съёмки
  - Оператор — В. Шолин
  - Художник — С. Ильтяков